# М'ясоєдов Іван Григорович

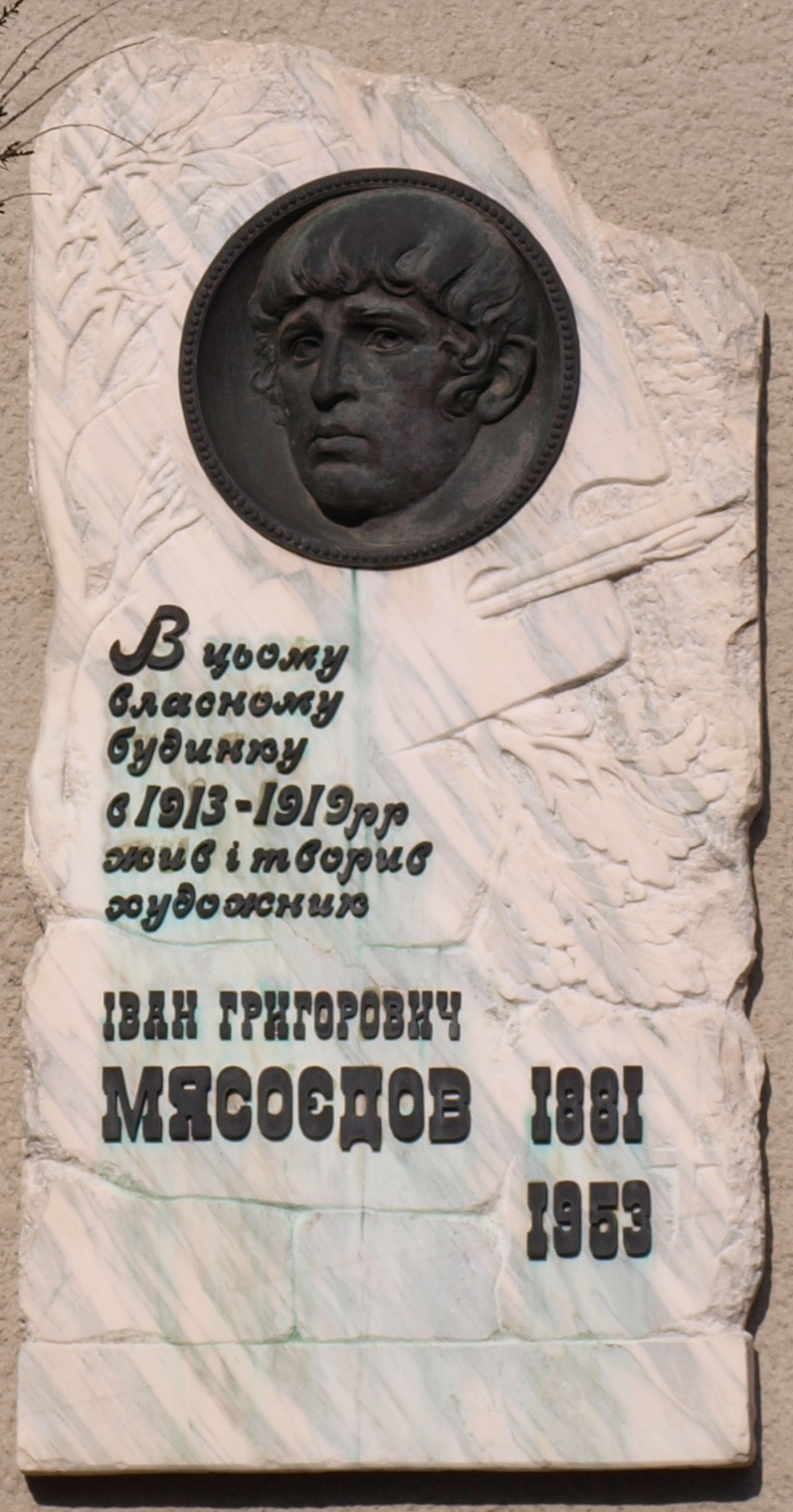
Меморіальна дошка на честь художника в Полтаві

Іва́н Григо́рович М'ясоє́дов (30 вересня (12 жовтня) 1881 — 27 липня 1953) — російський та український художник, майстер живопису й графіки, який репрезентував символізм і модерн, творець поштових марок. Представник російського дворянського роду М'ясоєдових.

## Життєпис

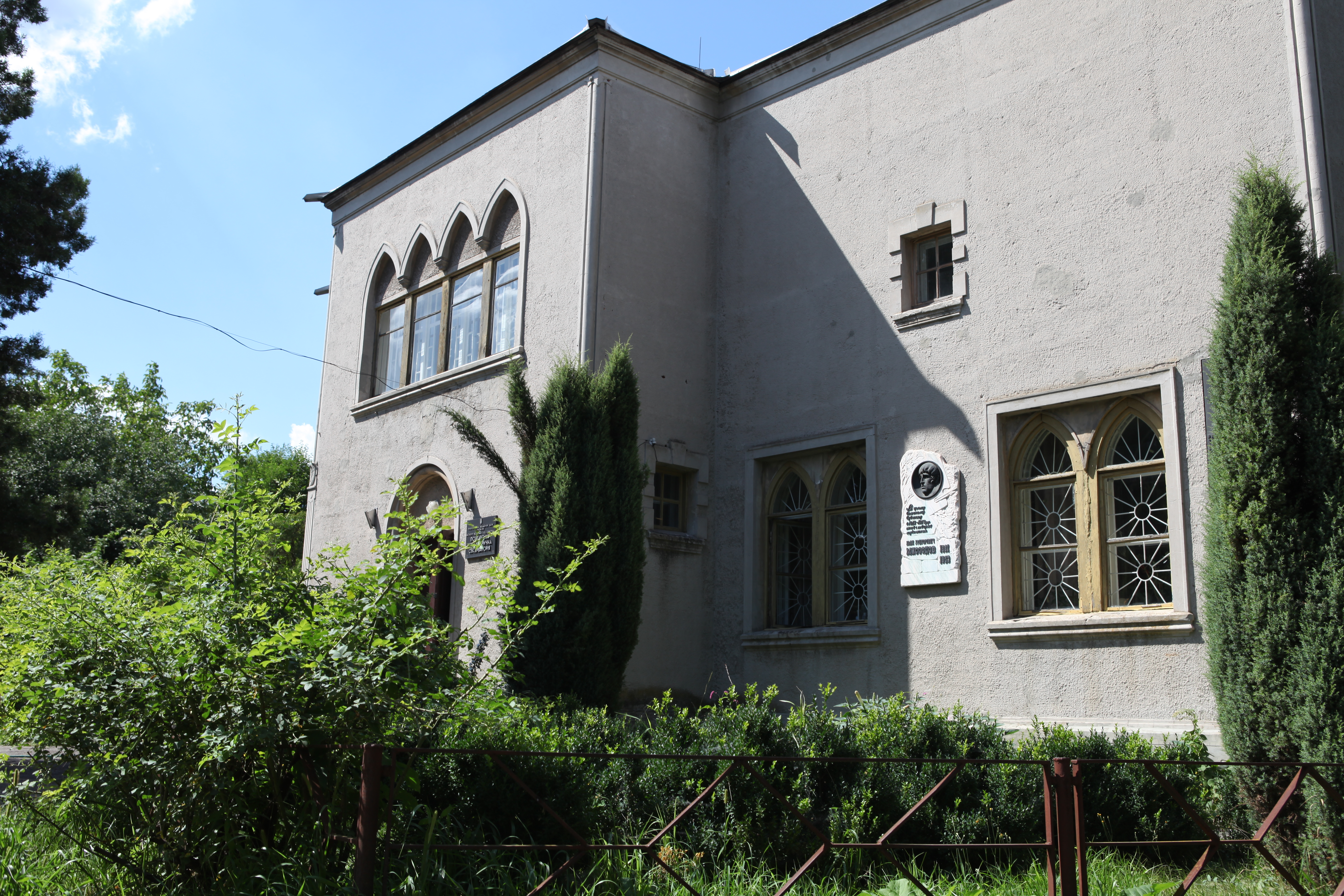
Будинок Мясоєдова в Павленках

Народився 1881 року в Харкові, у родині відомого художника-передвижника Григорія М'ясоєдова і його другої дружини, Ксенії Василівни Іванової, теж художниці. Батько не дозволяв матері проявляти материнські почуття, а сину повідомив, що його мати — це не мати, а всього лише годувальниця. Про те, що вона таки його мати, повідомив сину лише після смерті Ксенії, коли Іванові було 17 років. Це дуже позначилося на взаєминах батька та сина.
З 1884 по 1895 рік — М'ясоєдов відвідував художню школу, організовану в Полтаві батьком. Також навчався в Олександрівському реальному училищі в Полтаві.
У 1885 році батько відірвав сина від матері і віддав його на виховання в родину свого друга — пейзажиста Олександра Кисельова. У квітні 1886 року хлопчика забрали з родини Кисельових.
У 1889 році народилася сестра М'ясоєдова — Олена (померла за два роки). Цього ж року батько придбав садибу в полтавському передмісті Павленках. І знову віддав сина на півроку Кисельовим, після чого — поселив його разом із матір'ю на дачі в Павленках. З батьком М'ясоєдов не спілкувався — займав окремий невеликий флігель подалі від будинку.
З 1896 по 1901 рік успішно навчався в Московському училищі живопису, ліплення й зодчества, брав активну участь в учнівських художніх виставках і, закінчивши училище, здобув звання «некласного художника». Це дало йому можливість, минаючи попередні загальні класи, вступити у 1907 році в батальну майстерню Імператорської Академії мистецтв, яку закінчив в 1909. У це час або трохи пізніше — відвідував майстерню по гравюрі, якою керував відомий гравер професор Василь Мате.
У 1899 році померла мати М'ясоєдова, Ксенія Василівна.
Ще студентом училища захопився силовим спортом, тому навчання в академії поєднував із заняттями в Санкт-Петербурзькому атлетичному товаристві графа Гергія Рібоп'єра. На Всеросійському чемпіонаті з важкої атлетики, проведеному в 1909 році, виграв II приз у середній вагової категорії (виступаючи під псевдонімом Де Красац).
У 1911 році, після смерті батька, повернувся в Полтаву. 
У 1912–1913 роках організовував у Полтаві посмертні виставки батькових творів і зібраних ним колекцій, продовжував працювати художником і водночас виступав у цирку як професійний борець і гирьовик. Також виставляв свої нові твори на «весняних» виставках у залах Академії мистецтв у Санкт-Петербурзі. Підтримував стосунки з різними художніми колами столиці, займався оформленням низки видань, брав участь у випуску присвяченого спорту петербурзького журналу «Геркулес». Трохи пізніше був ректором одного з київських художніх навчальних закладів.
У 1912 році одружився з італійською танцівницею й артисткою цирку Мальвіною Вернічи. Подружжя жило в Павленках, де побудувало новий двоповерховий будинок в італійському стилі.
Під час громадянської війни виїхав у Крим.
У 1919 році, у Криму, служив художнім кореспондентом в армії Антона Денікіна. Після її розгрому художника ледь не розстріляли червоноармійці.
У 1921 році, через Севастополь, на німецькому кораблі «Вигберт» евакуювався із Криму в Константинополь, звідти — в Трієст, потім — у Баварію й, нарешті, улаштувався в Берліні. Успішно підробляв паперові грошові купюри, зокрема, англійські фунти й американські долари, а його дружина, Мальвіна Вернічи, їх збувала. У 1923 році їх заарештували. М'ясоєдов провів три роки в Моабитській в'язниці. 
У 1933 році знову заарештований за фальшивомонетництво. Другий термін — з 1933 по 1934 рік — відбував у німецькому місті Лукау.
Після виходу на волю — разом з дружиною й донькою — поїхав до Риги (Латвія). Звідти, за фальшивими паспортами на ім'я чехословацьких громадян Євгенія і Мальвіни Зотових, родина перебралася в Бельгію.
У 1938 році Зотові-М'ясоєдови поселилася в столиці князівства Ліхтенштейн Вадуці. М'ясоєдов став придворним художником, створював портрети членів місцевого князівського дому й ескізи поштових марок.
У 1946 році Чехословацьке генеральне консульство виявило місцезнаходження проживаючих у Ліхтенштейні з фальшивими паспортами Євгенія й Мальвіни Зотових, про що сповістило уряд країни. Зотових позбавили громадянства. 
У 1948 році М'ясоєдов знову потрапив під арешт «за спробу підробки державних кредитних паперів». Ліхтенштейнський суд присудив художнику 2 роки ув'язнення.
У 1953 році родина М'ясоєдових переїхала в Аргентину. Під час поїздки художнику стало зле й 27 липня 1953 року, через три місяці після прибуття в Буенос-Айрес, він помер від раку печінки.

## Творча діяльність

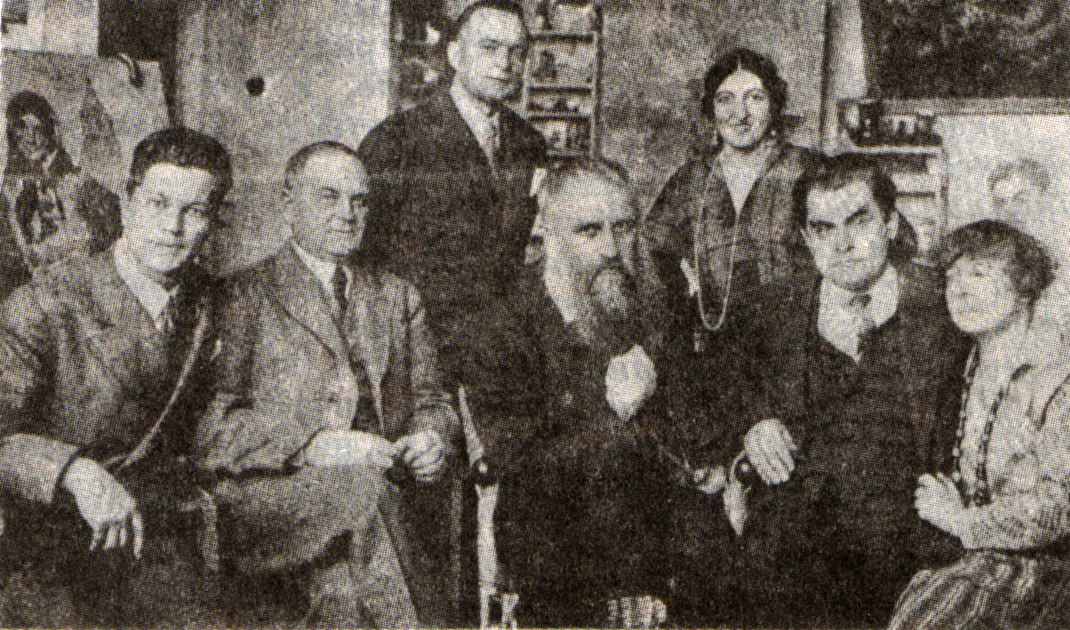
І. Мясоєдов у групі російських художників у Берліні, 1928

Для раннього живопису М'ясоєдова характерні антично-міфологічні полотна, близькі за манерою виконання до німецького модерну. У жовтні 1909 на конкурсній виставці в Академії мистецтв він представив велику картину на античний сюжет «Похід мінійців (Аргонавти, що відпливають від берегів Греції за золотим руном у Колхіду)», за яку він здобув не тільки звання художника, але й вищу нагороду Академії — поїздку за кордон для вдосконалення. Під керівництвом Ф. О. Рубо М'ясоєдов брав участь у написанні панорами «Бородінська битва» (1910).
Іван, будучи прихильником культу античності, що домінував на початку XX століття в Академії мистецтв, усіляко пропагував красу голого тіла. У 1911 році в збірнику «Нагота на сцені» за редакцією М. М. Евреінова М'ясоєдов опублікував на цю тему маніфест. Він професійно захоплювався фотографією. Створив серію фотокомпозицій на історичні та міфологічні теми, де знімався в оголеному виді, зображаючи Бахуса, Меркурія й античних героїв. У своєму маєтку в Павленках Іван створив щось типу художньо-філософського об'єднання однодумців, яке назвав «Садом богів».
У Берліні І. М'ясоєдов мав більший успіх як портретист. Йому замовляли свої портрети російські дворяни-емігранти, представники буржуазії й дипломатичного корпусу, актори й оперні співаки. До берлінського періоду належить цикл картин на теми народного життя України й Росії, у яких відчуваються ностальгічні мотиви: «Прощання з Павленками», «Татарський цвинтар у Криму», «Російський великодній стіл». Окремі його твори видаються на листівках берлінського видавництва «Ольга Дьякова і К°».
У 1929 році художник знявся в ролі боярина у фільмі В. Стрижевского «Ігри імператриці» (нім. Der Adjutant des Zaren). Участь Івана Григоровича у фільмі була пов'язана з необхідністю заробітку й пошуком нових форм самовираження. Роль М'ясоєдову вдалася, його боярин був величним і грандіозним. Пензлю майстра належить також рекламний плакат для фільму «Трейдер Хорн» (студія «Metro-goldwyn-mayer»), який він створив, використовуючи натурні замальовки тварин, зроблені ним у Берлінському зоопарку.
У Брюсселі в італійськім консульстві І. М'ясоєдов написав пишний портрет Беніто Муссоліні, яким той залишився дуже задоволений. Пізніше цей портрет був опублікований на обкладинці пропагандистського журналу «Нова Італія». Навіть перебуваючи у Моабитській в'язниці, Іван Григорович займався творчою діяльністю. Там він розписав фресками тюремну молитовню. Під час другого терміну в 1933–1934 роках з вікна тюремної камери він написав один із найкращих своїх творів.
Живучи в Ліхтенштейні, Іван Григорович здобув популярність як талановитий живописець, чудовий малювальник і гравер. Він написав численні пейзажі й натюрморти, виконані в імпресіоністичній манері, релігійні композиції, різноманітні портрети, багато графічних робіт олівцем, пером, різними техніками гравюри. М'ясоєдов працював над стінними розписами звукового кінотеатру у Вадуці, фресками особняків. Досить часто художник використовував свої роботи як грошовий еквівалент, розплачуючись ними за послуги з лікарем або адвокатом. Середня вартість його робіт у цей час становила приблизно 500 швейцарських франків.

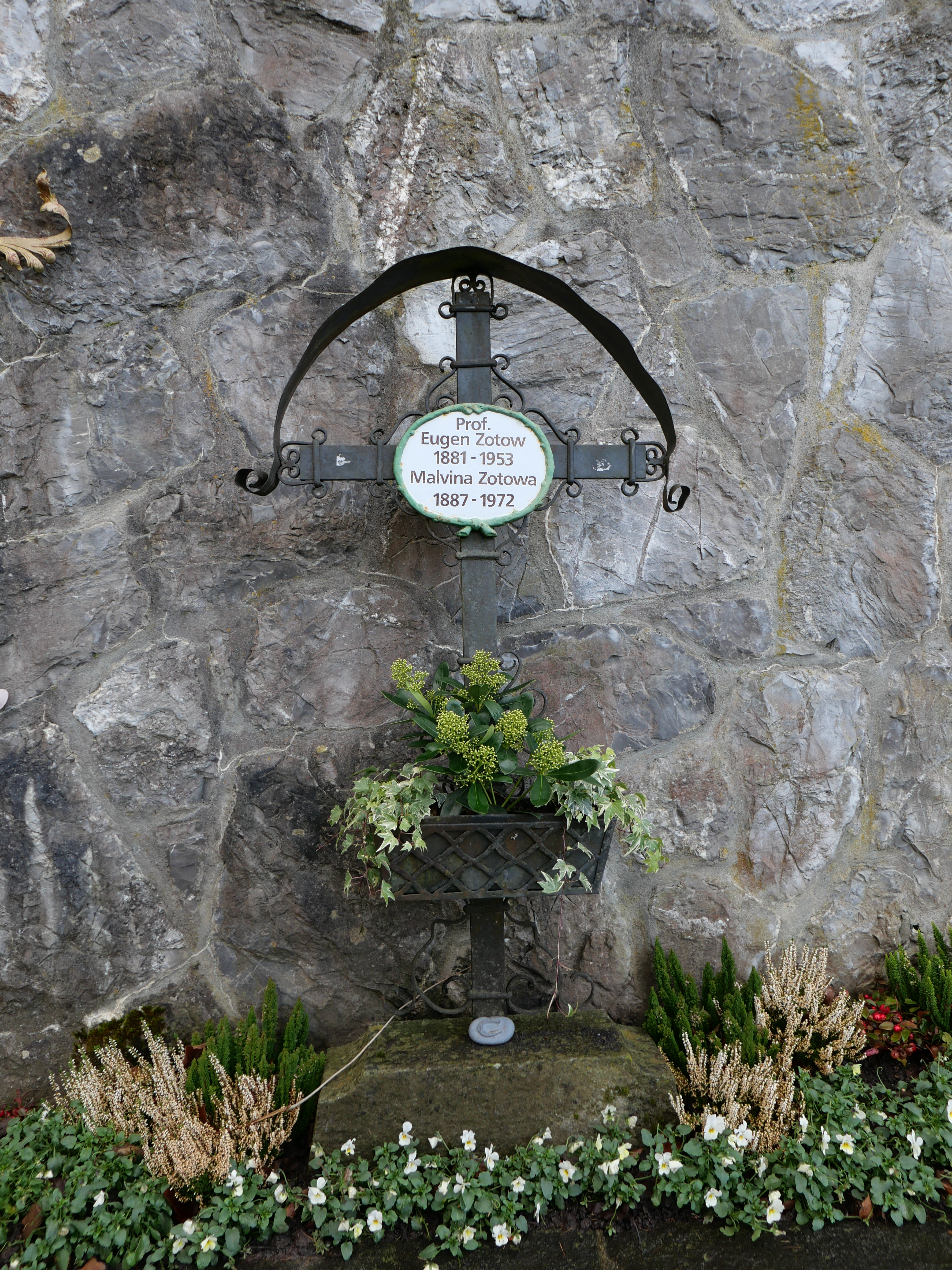
Могила Мясоєдова і його партнерки Мальвіни (1887-1972) на Вадуцькому цвинтарі

В останні роки життя художник зазнавав частих депресій і меланхолії. Песимістичні настрої майстра знайшли відображення в полотнах на політичні теми, переважно сюжетно пов'язаних з Росією. До його колишніх модерністських міфологій і алегорій додався цикл «історичних жахів» — з революціями й війнами, втіленими в картинах «Революція» і «Юрба демонів» (1940-і роки). М'ясоєдов працював також над філософським трактатом «Енциклопедія загальностверджуючих понять» (дотепер не опублікований), у якому він піддав усю сучасну цивілізацію нищівній критиці з позицій містичного анархізму.
Творча спадщина І. Г. М'ясоєдова становить приблизно 4000 творів (які виявили). Це картини, гуаші, пастелі, офорти, фотографічні й текстильні роботи, поштові марки, документальні матеріали. Значна частина — близько 3200 експонатів перебуває в колекції Фонду Є. Зотова — І. М'ясоєдова у Вадуці. Більше половини творів майстра придбано фондом на пожертвування, зокрема, в онуків художника Мішеля і Наніти Модлер. Колекція робіт, що належить до раннього періоду творчості І. М'ясоєдова, належить Полтавському художньому музею. Вона містить понад 20 мальованих і кілька графічних робіт, які потрапили в музей із садиби автора. До німецько-радянської війни в експозиції було 67 творів. Припускають, що багато робіт художника разом з іншими коштовними експонатами вивезли німці, коли окупували Полтаву. Вважається також, що до значних втрат призвела пожежа в полтавській галереї в 1943 році.

## Створення поштових марок
Особливе місце у творчості Івана М'ясоєдова займає його робота над малюнками для поштових марок Ліхтенштейну. Уперше його серія із трьох марок вартістю 20, 30 і 50 раппів з'явилася в Ліхтенштейні в 1938—1939 роках (Михель № 180—182). Ця серія називається «Huldigung» («Складання присяги на вірність») і випущена була на відзначення складання присяги його світлості князю Францу-Йосипу II 28 травня 1939 року, коли він почав правити Ліхтенштейном. Це були перші поштові марки в історії країни, які створив професійний художник найвищого рівня. У роботі над марками князівства виявилася неабияка композиційна майстерність М'ясоєдова, уміння виділити центральні персонажі.
Зразком роботи І. М'ясоєдова стала марка із зображенням трохи стилізованої «Мадонни-Утішительки» з капели Святої Марії в Дуксі вартістю 10 франків, яка вийшла у світ 7 липня 1941 року (Михель № 197). Ескіз марки створив художник Іоханнесім Троєр, а гравюру на сталі виконав І. Г. М'ясоєдов. Однак найефектнішою роботою І. М'ясоєдова вважають історичну серію з п'яти марок, присвячену 600-річчю територіального розмежування на землях нинішнього Ліхтенштейну й Швейцарії володінь нащадків графа Гуго Монфора (Михель № 202—206). Ці марки вийшли у світ 22 квітня 1942 року. Усі малюнки для цих марок були виконані в техніці гравюри на сталі.
Остання здійснена І. М'ясоєдовим серія марок Ліхтенштейну — «Bennenkanal» («Внутрішній канал у Ліхтенштейні»), що складається із чотирьох марок вартістю 10, 30, 50 раппів і 1 франк. Марки випущено 6 вересня 1943 року (Михель № 218—221).

## Перелік картин художника (неповний)
- «Венеціанські купці-розбійники в човні з рабами віслувальниками», Бердянський художній музей ім. І. І. Бродського
- «Аргонавти відпливають від берегів Греції у Колхіду за золотим руном»
- «Автопортрет у молоді роки»
- «У знахаря»
- «Початок полювання Атталанти на каледонського вепря»
- «Кентавромахія», 1911.
- «Амазонки»
- «Табір амазонок»
- «Вакханалія»
- «Вакханка» (погруддя)
- «Шопен і Жорж Санд»
- «Портрет Мальвіни Вернічі»
- «Портрет дівчини»
- «Пасхальний стіл»
- «Пейзаж в Україні»
- «Соняшник з кобзарем»
- «Соняшник з закоханими»
- «Дуплисте дерево»
- «Сільський пейзаж з дуплистим деревом та коровою»
- «Альтанка в барському садку біля занедбаного ставка»
- «Флігель в садибі Павленки», Полтава
- «Барський палац в садибі Павленки восени», Полтава
- «Воскресіння Христове»
- «Утішний янгол»
- «Прощання з садибою Павленки»
- «Крим. Алупка»
- «Крим. Церква в Гурзуфі»
- «Татарське кладовище в Криму»
- «Смерть німецького улана», близько 1914
- «Вулиця в Берліні», 1920
- «Парк в Берліні»
- Біблійні стінописи в калиці берлінської тюрми Моабіт
- «Портрет Беніто Муссоліні», 1928
- «Портрет князя Ліхтенштейн Франца Йосипа II»
- «Портрет дружини князя Ліхтенштейн Франца Йосипа II»
- «Стінописи в кінотеатрі міста Вадуц, Ліхтенштейн»
- Декоративні стінописи в будинках багатіїв Ліхтенштейну
- Поштові марки князівства Ліхтенштейн
- «Ведмідь і циплятко»
- «Алегорія Росії з ведмедем і тройкою»
- «Гинуча культура»
- «Юрба демонів»
- «Дамська дуель»
- «Портрет мадам Бродської»
- «Рекламний плакат до фільму «Трейдер Хорн»
- «Море і Небо. Відплиття до Аргентини», 1953

## Пам'ять

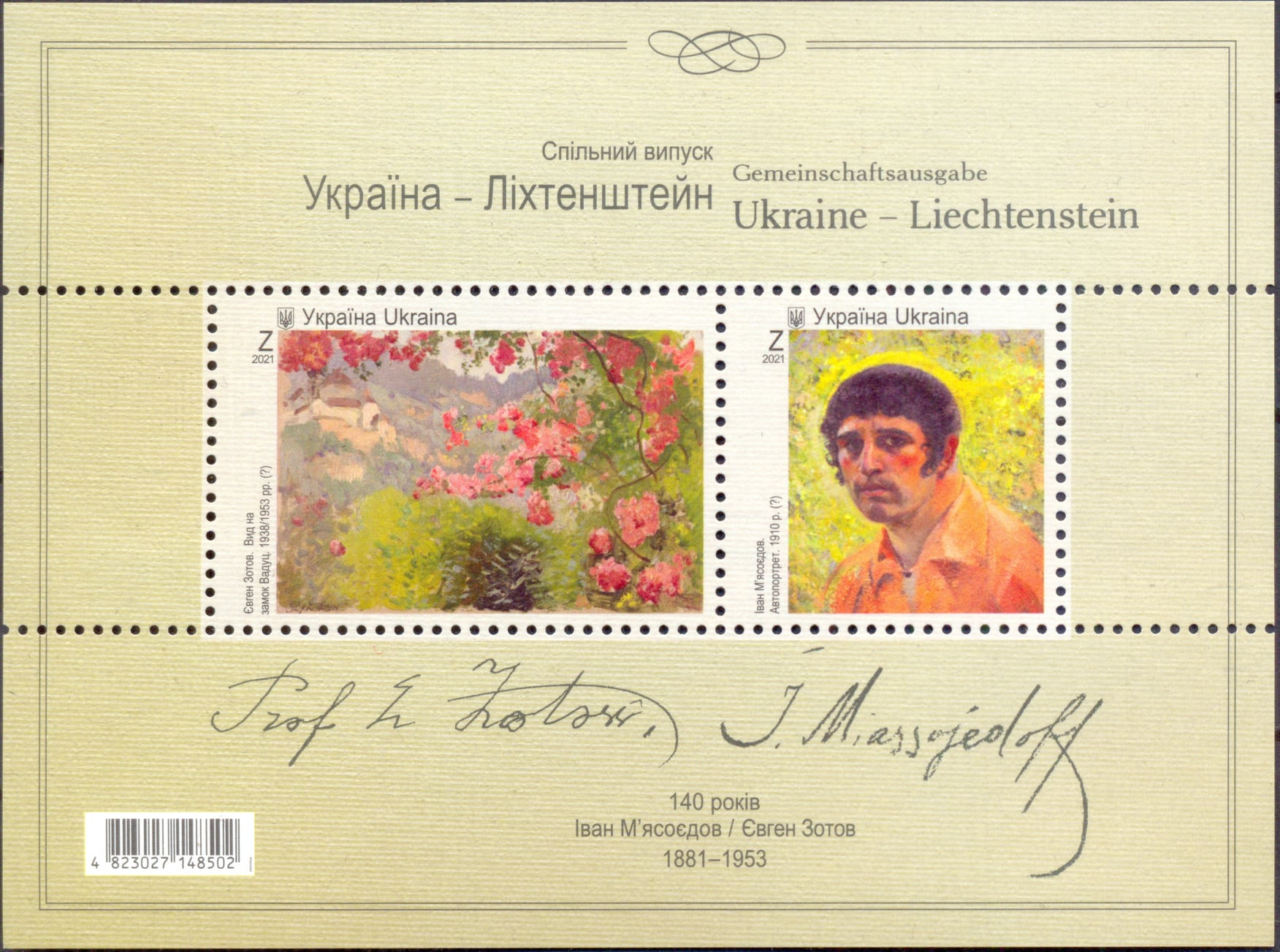
Спільний випуск марок Україна — Ліхтенштейн. Блок «140 років. Іван М'ясоєдов/Євген Зотов. 1881—1953»

У рік 100-річчя від дня народження художника, в 1981 році, художнє товариство князівства Ліхтенштейн створило комісію зі збирання й вивчення творчої спадщини Є. Зотова — І. М'ясоєдова — «Архів професора Є. Зотова», пізніше перетворену в постійний фонд «професора Євгенія Зотова — Івана М'ясоєдова». У картотеці фонду налічується біля чотирьох тисяч спеціальних анкет — карток про окремі твори художника. В архів потрапили не лише його роботи, що залишилися в приватних руках, але й твори, що належать родині художника. Велику допомогу в створенні фонду надала донька художника Ізабелла Вернічі фон Мигке-Колланде, танцівниця, хореограф і балетмейстер, що проживала в Мюнхені.
У 1996 році пошта Ліхтенштейну випустила три марки із серії «Художники Ліхтенштейну», на яких відтворені картини І. М. М'ясоєдова (Євгена Зотова) і конверт із портретом художника.

## Цікаві факти з життя
Під час закордонної поїздки Італією, яка в ту пору була стривожена мессінським землетрусом, Іван відвідав римський цирк. На манежі цирку виступали найкращі силачі світу. Під кінець програми шпрехшталмейстер оголосив, що якщо серед публіки знайдеться охочий спробувати силу й повторити хоча б один номер із програми, то цирк віддасть йому весь касовий збір. Зголосилося трохи глядачів, однак їхні спроби були невдалими. Тоді на манеж вийшов Іван. Він з легкістю жонглював гирями, перевершивши своєю силою циркових атлетів. Прийнявши від директора цирку піднос із грішми, М'ясоєдов заявив, що він жертвує «увесь касовий збір на користь бідних італійців, що постраждали від землетрусу в Мессіні». Вдячні італійці стоячи влаштували Іванові бурхливі овації.